# Nawal El Moutawakel
Nawal El Moutawakel (berbersko: Nawal Lmutawakkil; arabsko نوال المتوكل), maroška atletinja in političarka, * 15. april 1962, Casablanca.
Nastopila je na poletnih olimpijskih igrah leta 1984, kjer je dosegla največji uspeh v karieri z osvojitvijo naslova olimpijske prvakinje v teku na 400 m z ovirami. Na sredozemskih igrah je v isti disciplini v letih 1983 in 1987 osvojila zlato medaljo. Med letoma 2007 in 2009 je bila ministrica za šport Maroka v vladi Abbasa El Fassija.